# 舊虎尾溪
舊虎尾溪，雅稱虎溪，是臺灣中部的一條河川，長33.4公里，集水面積53平方公里，介於新虎尾溪與北港溪之間，流域分布於雲林縣臺西鄉、四湖鄉、東勢鄉、元長鄉、褒忠鄉、土庫鎮、虎尾鎮等地區，為四湖、元長與台西、東勢、褒忠的界河；於海口厝注入臺灣海峽。
舊虎尾溪與其北側的新虎尾溪、南側的虎尾溪在歷史上曾經皆為濁水溪下游分流，其後舊虎尾溪因上游淤塞而成為斷頭河：另兩者則因築堤截斷分流而各自成為獨立水系或其中的一部分。

## 歷史
昔日濁水溪出觸口後進入平原地帶並形成多條分流，每遇大水常會改道。因此，歷史上的「虎尾溪」曾代表不同的河道。
在完稿於清康熙三十八年至四十三年（1699-1704年）的《康熙臺灣輿圖》上，濁水溪下游繪出「西螺溪」、「虎尾溪」兩條分流，其中的「虎尾溪」即為今舊虎尾溪。輿圖中今北港溪（未標名稱）上游僅有石龜溪、三疊溪兩條支流；今虎尾溪尚未出現。
在完稿於乾隆二十二年至二十六年（1757-1761年）的《乾隆臺灣輿圖》上，「虎尾溪」下游已形成「虎尾新溪」（今新虎尾溪）、「虎尾舊溪」（今舊虎尾溪）兩條分流，而且「虎尾舊溪」河道較寛，明顯為主流。
嘉慶七年（1802年）七月，大雨數日，濁水溪洪水在他里霧地區沖出一條新的溪流，經由鹿藔通往笨港（今北港），再以「新虎尾」（非指今新虎尾溪）稱之，即今北港溪上游的虎尾溪。不過該河道在道光、同治年間的輿圖仍未出現，直到光緒年間的輿圖才繪出。
在同治年間的輿圖或文獻中，均只有「虎尾溪」，而無「虎尾舊溪」、「虎尾新溪」之分，顯見當時的「虎尾舊溪」（今舊虎尾溪）上游已經淤塞，成為斷頭河。

## 河道

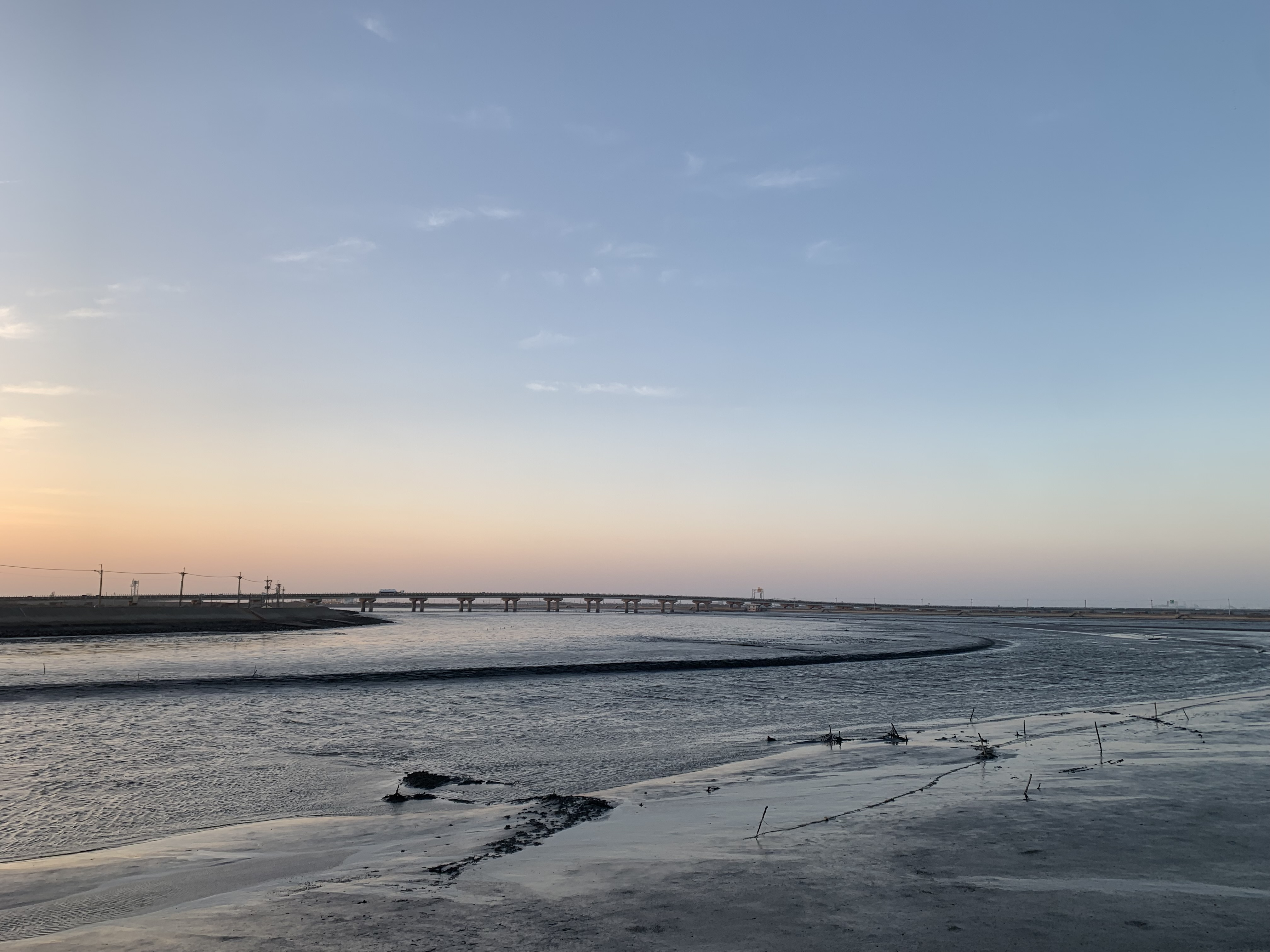
舊虎尾溪的出海口處，前方台61西濱快速道路橫跨上方

舊虎尾溪源頭位於虎尾鎮建國里縣道158號與台糖已廢棄鐡路交會處西南側。先沿台糖鐡路西側向東南微東流，隨後轉西南流，至吳厝聚落西北郊轉南南西流，至聚落西南郊經兩次轉角後向南南西蜿蜒而流，並成為虎尾鎮與土庫鎮的界河，至至土庫聚落北側納左岸支流客仔厝分線排水並轉西南流入土庫鎮境內。在水利單位的資料裡，從源頭至客仔厝分線匯流處稱為「棋盤厝支流排水」，以下始稱為舊虎尾溪。
河道於土庫聚落西北側轉北北西流，至小竹圍轉西南西流，經鄉道雲98線後轉西南流，於頂圍聚落北側轉西流，經高鐵橋下後轉西北西流，至好收聚落西郊轉西微北流，經鄉道雲99線後轉西南西再轉西微北流，至省道台78線（東西向快速公路－台西古坑線）高架橋下轉西北流，隨後成為元長鄉與土庫鎮的界河，然後再成為元長鄉與褒忠鄉的界河並轉西南西蜿蜒而流，之後再成為元長鄉、四湖鄉與東勢鄉的界河，再轉西北西成為四湖鄉與臺西鄉的界河，然後轉西北至蘇厝轉北北東流，至海口厝轉西北西出海。

## 水文
濁水溪沖積平原大致上有五條放射狀分流，由北往南包括東螺溪（舊濁水溪、麥嶼厝溪）、西螺溪（今濁水溪）、新虎尾溪、舊虎尾溪及北港溪上游虎尾溪。

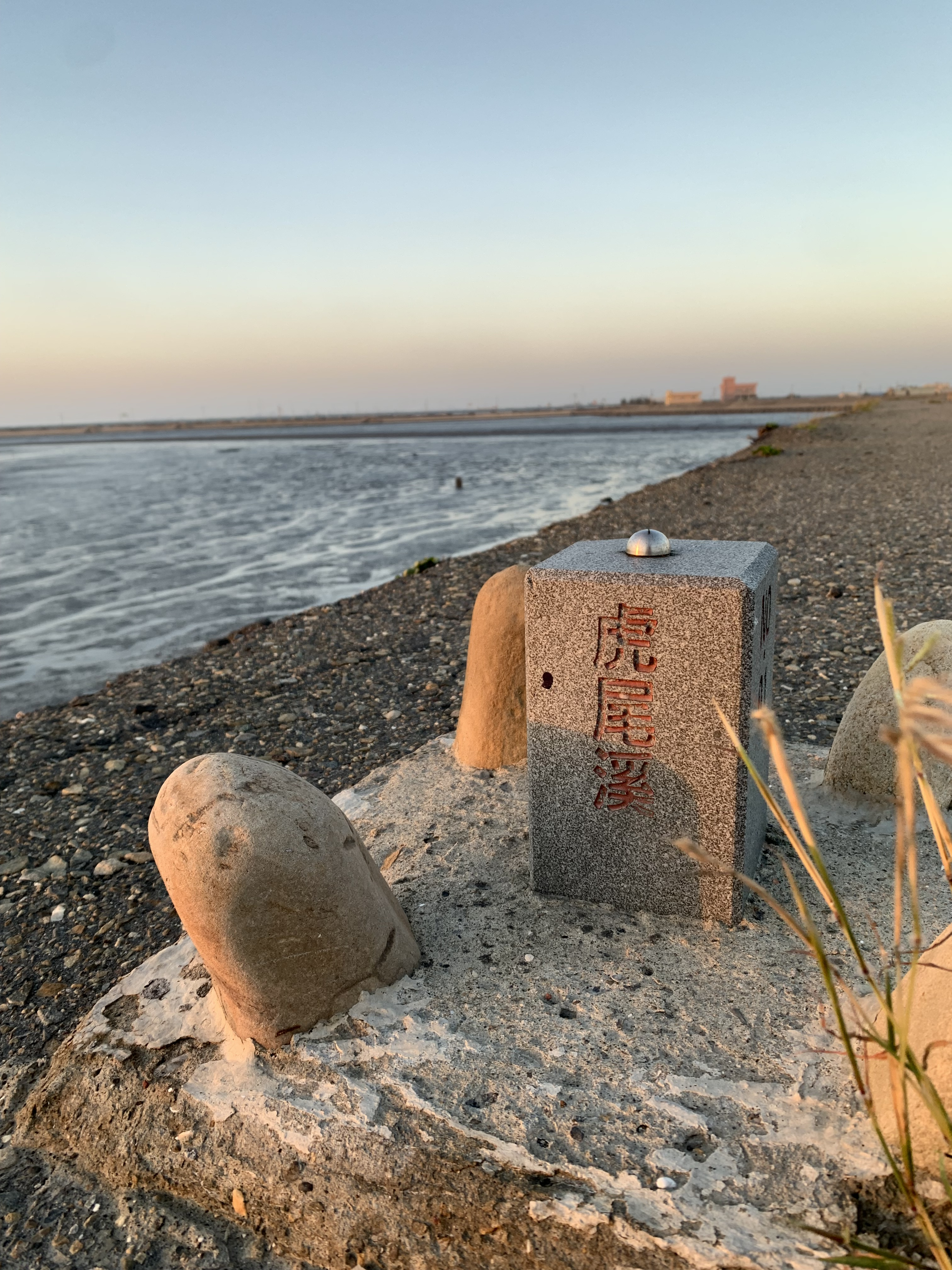
舊虎尾溪堤防上的標記，上面仍標記為「虎尾溪」

清治時期康熙、乾隆至光緒年間以舊虎尾溪及西螺溪為主流，每次改道後主流有自南向北移的趨勢。明治31年（1898年）發生「戊戌大水災」，濁水溪改以西螺溪與麥嶼厝溪為主流，新虎尾溪為次。
此後，西螺溪因人工築堤束水，流幅、河床加寬，逐漸成為濁水溪下游之主流；其他各分流則因農田增闢、人工築堤或取水灌溉等原因而日漸縮小。1911年起日本政府開始進行濁水溪河道整治，西螺溪變成濁水溪下游段主流，舊濁水溪及新虎尾溪形成斷頭河。
在束流整治後，主要砂源由現今濁水溪流出，而位處雲林地區之北港溪、新舊虎尾溪等河川之輸砂量則銳減，造成濁水溪以南雲林海岸各沿岸砂洲侵蝕後退，而濁水溪河口卻因較多砂源供給，河口三角洲逐年成長。

## 人文
- 臺西原稱為「海口厝」，因為地當舊虎尾溪之出海口，故有此稱[22]。
- 「虎尾」名稱之由來，有說法乃是因為河道經常改變，猶如虎尾擺動令人捉摸不定[23]。

## 題詠
- 虎尾溪 （淸•阮蔡文）

東螺虎尾之分派，北流西折而聯界。

去年虎尾寬，今年虎尾隘。

去年東螺乾，今年東螺澮。

大宗盛時支子依，支子若強大宗壞。

餘流附入阿拔泉，虎尾之名猶相沿。

阿拔之源阿里山，虎尾之源水沙連。

譬如兄弟鬩牆變，卻於異性共周旋。

水有源頭木有本，不信但看棠棣篇。